# Lunglei
Lunglei es un pueblo situado en el distrito de Lunglei, en el estado de Mizoram (India). Su población es de 57 011 habitantes (2011). Es la segunda mayor ciudad del estado tras la capital, Aizawl, de la que dista 165 km.

## Demografía
Según el censo de 2011 la población de Lunglei era de 57 011 habitantes, de los cuales 29 474 eran hombres y 27 537 eran mujeres. Lunglei tiene una tasa media de alfabetización del 98,27 %, superior a la media estatal del 91,33 %: la alfabetización masculina es del 98,45 %, y la alfabetización femenina del 98,08% .